# Centenary Cup (Malta)
La Centenary Cup (denominata ufficialmente Air Malta Centenary Cup per motivi di sponsorizzazione) è stata una competizione ad edizione unica organizzata dalla federazione calcistica di Malta per celebrare il centesimo anniversario dalla sua fondazione nel 1900.
La competizione, che ha visto la partecipazione di tutti i clubs affiliati alla federazione, è terminata il 13 dicembre 2000 con la finale, che ha visto il Valletta conquistare per la prima volta il trofeo, sconfiggendo i rivali cittadini del Floriana.

## Terzo turno
| Squadra 1         | Risultato | Squadra 2       |
| ----------------- | --------- | --------------- |
| 13 settembre 2000 |           |                 |
| Valletta          | 3 - 0     | Marsaxlokk      |
| 20 settembre 2000 |           |                 |
| Mosta             | 2 - 3     | St. Patrick FC  |
| 21 settembre 2000 |           |                 |
| Tarxien Rainbows  | 3 - 1     | Sirens          |
| 27 settembre 2000 |           |                 |
| Lija Athletic     | 2 - 3     | Floriana        |
| Gozo              | 3 - 2     | Siggiewi        |
| Żebbuġ Rangers    | 0 - 2     | Hibernians      |
| 28 settembre 2000 |           |                 |
| Marsa             | 1 - 2     | Ħamrun Spartans |
| 17 ottobre 2000   |           |                 |
| Sliema Wanderers  | 2 - 3     | Birkirkara      |

## Quarti di finale
| Squadra 1        | Risultato | Squadra 2        |
| ---------------- | --------- | ---------------- |
| 2 novembre 2000  |           |                  |
| Floriana         | 3 - 0     | Gozo             |
| Valletta         | 2 - 0     | Ħamrun Spartans  |
| 6 novembre 2000  |           |                  |
| Hibernians       | 0 - 3     | Birkirkara       |
| 10 novembre 2000 |           |                  |
| St. Patrick FC   | 4 - 0     | Tarxien Rainbows |

## Semifinali
| Squadra 1        | Risultato | Squadra 2      |
| ---------------- | --------- | -------------- |
| 28 novembre 2000 |           |                |
| Valletta         | 3 - 0     | St. Patrick FC |
| 29 novembre 2000 |           |                |
| Floriana         | 4 - 1     | Birkirkara     |

## Finale
| Arbitro: | E. R. Zammit |

|                                       |           |            |
| 35’ Oretan 76’ I. Zammit 87’ G. Agius | Marcatori | 15’ Mallia |